# 루벤 파스
루벤 왈테르 파스 마르케스(스페인어: Ruben Wálter Paz Márquez, 1959년 8월 8일 아르티가스 ~ )는 우루과이의 전직 축구 선수로, 포지션은 미드필더였다.
우루과이의 페냐롤과 브라질의 인테르나시오나우, 프랑스의 라생 클뤼브 드 프랑스, 이탈리아의 제노아, 아르헨티나의 라싱 클루브와 고도이크루스 등에서 활약했으며 1986년 FIFA 월드컵과 1990년 FIFA 월드컵에서 우루과이 대표로 출전했다. 1988년 남아메리카 올해의 축구 선수로 선정되었다.